# Taïga (personnalité politique)
Pour les articles homonymes, voir Taïga (homonymie).
Taïga (né le 19 avril 1960 à Ngaoundéré, dans la région de l'Adamaoua) est un médecin vétérinaire et homme politique camerounais. Il est le Ministre de l’Élevage, des Pêches et des Industries animales depuis le 9 décembre 2011.

## Biographie

### Éducation
Taïga est né le 19 avril 1960 dans la ville de Ngaoundéré, dans le département de la Vina, région de l'Adamaoua. Il est originaire de la région de l'Extrême-Nord Cameroun, plus précisément de l'arrondissement de Taibong, une localité située dans le département du Mayo-Kani. Son cursus scolaire commence à l'école privée catholique de Ngaoundéré, et se poursuit à l'école privée catholique de Garoua, puis à l'école Sacré Cœur de New Bell à Douala. Il fait ses études secondaires au lycée polyvalent de Bonabéri, puis au lycée de Maroua où il obtient un Baccalauréat série D. Il obtient une bourse et s'envole pour le Sénégal où il suit une formation de vétérinaire à l’École inter-États des sciences et médecine vétérinaires de Dakar. Il y obtient un doctorat en 1986, à l'issue de la soutenance publique de sa thèse.

### Carrière
Après l'obtention de son doctorat, Taïga retourne au Cameroun où il intègre la fonction publique le 21 juillet 1986. Il occupe tour à tour les postes de chef secteur par intérim de l'élevage, des pêches et des industries animales du département du Mbéré, chef secteur dans le département de la Vina, sous-directeur des productions animales, puis conseiller technique no 2 au ministère de l’élevage, des pêches et des industries animales. Il fait son entrée dans le gouvernement le 9 décembre 2011 en tant que Ministre de l’élevage des pêches et des industries animales.

### Vie privée
Il est marié à Julienne Taïga et père de six enfants.